# La Chute des espions, partie 1
La Chute des espions, partie 1 (Spyfall, Part 1) est le premier épisode de la douzième saison de la seconde série télévisée britannique Doctor Who. Il est diffusé le 1er janvier 2020 sur BBC One.
Il est suivi par l'épisode La Chute des espions, partie 2, en faisant donc le premier double-épisode de la série dirigée Chris Chibnall, producteur-exécutif de Doctor Who depuis 2018. Chibnall avait déjà écrit un double-épisode auparavant : La Révolte des intra-terrestres. En France, La Chute des espions, partie 1 est disponible sur France.tv à partir du 27 février 2020.

## Synopsis
À la suite de l’exécution d'agents de renseignement à travers le monde, le Docteur, Yaz, Graham et Ryan sont convoqués par le chef du MI6, « C », pour enquêter. L'ADN des victimes a été transformé en quelque chose d'extraterrestre. Leur seul suspect est Daniel Barton, PDG de la société de médias pour moteur de recherche « VOR ». Le Docteur contacte l'agent « O », qui était chargé de surveiller les activités extraterrestres avant d'être renvoyé par C. C est tué dans son bureau par des formes de vie mystérieuses, mais  le Docteur et ses compagnons parviennent à s'échapper.
Alors que Yaz et Ryan enquêtent sur Barton (dont ils découvrent que l'ADN n’est qu’à 93 % humain), qui les invite à sa fête d'anniversaire du lendemain, Graham et le Docteur trouvent O dans l'outback australien. Durant leurs enquêtes séparées, les deux groupes rencontrent les mêmes entités extraterrestres luminescentes, qui semblent coopérer avec Barton. En Australie, le Docteur arrive à capturer l'une des formes de vie, qui lui révèle leur intention d'occuper l'univers. Alors qu'elle se faufile dans le siège de VOR avec Ryan, Yaz est attaquée par une de ces entités et est transportée dans un environnement étrange. L'extraterrestre capturé se libère en échangeant sa place avec Yaz, la laissant dans la base d'O. Ryan est amené en Australie et rejoint Yaz, Graham et le Docteur.
Rejoints par O, le groupe enquête sur Barton lors de sa fête d'anniversaire. Après avoir été confronté au Docteur, Barton nie toutes les accusations dont il fait l’objet, et part en colère dans sa voiture. Le Docteur et ses compagnons poursuivent Barton à moto jusqu'à son jet privé. Alors qu'ils sautent à bord du jet roulant vers sa piste d’envol, O leur révèle qu'il est en fait le Maître - ayant toujours dirigé Barton et les extraterrestres, une race connue sous le nom de Kasaavins. Barton disparaît alors du siège du pilote, laissant une bombe à sa place. Le Maître dit au Docteur: « Une chose que je devrais vous dire dans les secondes qui précèdent votre mort : tout ce que vous pensez savoir est un mensonge ». La bombe explose, brisant le nez de l'avion et l'envoyant en piqué. Le Maître se téléporte vers son TARDIS en attente et deux des Kasaavins font disparaître le Docteur de l'avion, la faisant apparaître dans le même environnement où Yaz était auparavant ; et laissant les autres dans l'avion qui tombe.

## Distribution
Sauf indication contraire, les informations mentionnées dans cette section peuvent être confirmées par la base de données cinématographiques IMDb,  présente dans la section « Liens externes ».
- Jodie Whittaker : Treizième Docteur
- Mandip Gill : Yasmin Khan
- Tosin Cole : Ryan Sinclair
- Bradley Walsh : Graham O'Brien
- Stephen Fry : C
- Lenny Henry : Daniel Barton
- Sacha Dhawan : O / Le Maître
- Shobna Gulati (en) : Najia Khan
- Ravin J. Ganatra : Hakim Khan
- Bhavnisha Parmar : Sonya Khan
- Melissa De Vries : sniper
- Sacharissa Claxton : passager
- William Ely : vieux passager
- Brian Law : agent américain
- Buom Tihngang : Tibo
- Asif Khan : sergent Ramesh Sunder
- Andrew Bone : M. Collins
- Ronan Summers : Rendition Man
- Christopher Mc Arthur : Ethan
- Darron Meyer : Seesay
- Dominique Maher : Browning
- Lex Lamprey : garde de sécurité
- James Rockey : Franklin
- Struan Rodger (en) : Kasaavin (voix)

## Production et diffusion

### Diffusion
Le retour de la série pour sa saison 38 a été vu en live par 4.96 millions de téléspectateurs sur BBC One. En baisse, l'épisode s'est placé deuxième des audiences de la soirée au Royaume-Uni toutes chaînes confondues. À noter qu'à la suite du Nouvel An, toutes les chaînes étaient peu regardées, expliquant l'audience faible de cet épisode.
Concernant la France, l’épisode n'est pas diffusé sur France 4 à la suite de la fermeture de celle-ci. Cependant, l'épisode est diffusé le 27 février 2020 sur France.tv, la plateforme en ligne de France Télévisions. D'abord en VOST puis plus tard en VF.

## Réception critique
La Chute des espions, partie 1 a reçu des critiques très positives. L'épisode obtient un score de 95 % (19/20) sur Rotten Tomatoes et une moyenne de 7,89/10 basé sur 21 critiques[réf. nécessaire]. Le site met l'appréciation suivante : « Un nouveau costume, de nouveaux visages et un espionnage passionnant sont assez amusants, mais les dernières minutes de l'épisode inspirent l'espoir d'une nouvelle saison absolument épique de Doctor Who. »

## Continuité
Cet épisode marque le retour du Maître, qui apparaît pour la première fois sous le treizième Docteur depuis l'épisode Le Docteur tombe, depuis lequel entre-temps il s'est régénéré sous un nouveau visage.